# Стахорский, Алексей Петрович
Алексей Петрович Стахорский (1923—1985) — красноармеец Рабоче-крестьянской Красной Армии, участник Великой Отечественной войны, Герой Советского Союза (1943).

## Биография
Алексей Стахорский родился 21 марта 1923 года в Киеве. После окончания семи классов школы работал токарем на трикотажной фабрике. В 1941 году Стахорский был призван на службу в Рабоче-крестьянскую Красную Армию. С июня того же года — на фронтах Великой Отечественной войны. Принимал участие в боях на Юго-Западном и 1-м Украинском фронтах. В начале войны попал в окружение, был два раза ранен, лечился дома. Когда советские войска стали освобождать Украинскую ССР, Стахорский с группой товарищей перешёл линию фронта и присоединился к ним, был зачислен стрелком 1318-го стрелкового полка 163-й стрелковой дивизии 38-й армии Воронежского фронта. Отличился во время битвы за Днепр.
В одну из сентябрьских ночей Стахорский в составе группы киевлян переправился через Днепр и разгромил немецкий отряд, благодаря чему советские войска успешно захватили плацдарм. Вскоре полк Стахорского был переброшен к северу от Киева. 11 октября 1943 года десантная группа, в которой он находился, переправилась через реку в районе села Новые Петровцы. Группе удалось захватить плацдарм и удерживать его три дня. Во время боя за село Гута-Межигорская Вышгородского района Киевской области Стахорский во главе отделения первым ворвался в него и уничтожил пулемётный расчёт и группу пехотинцев противника, а также захватил 2 гранатомёта и 1 пулемёт. В одном из последующих боёв он получил ранение и был отправлен в госпиталь.
Указом Президиума Верховного Совета СССР от 29 октября 1943 года за «мужество и отвагу, проявленные в боях с немецко-фашистскими захватчиками при форсировании Днепра» красноармеец Алексей Стахорский был удостоен высокого звания Героя Советского Союза с вручением ордена Ленина и медали «Золотая Звезда» за номером 2266.
После окончания войны Стахорский был демобилизован. Проживал в Киеве. В 1964 году он окончил Киевский речной техникум, после чего работал механиком теплохода «Юрий Гагарин» в Днепровском речном пароходстве. В 1979 году Стахорский вышел на пенсию, но продолжал заниматься общественной деятельностью. Умер 22 мая 1985 года, похоронен на Лукьяновском военном кладбище Киева.
Был также награждён орденами Отечественной войны 1-й степени и Октябрьской Революции, рядом медалей.
В честь Стахорского названо грузовое судно речного флота Украины, приписанное к Херсонскому порту.